# Nadajnik iskrowy

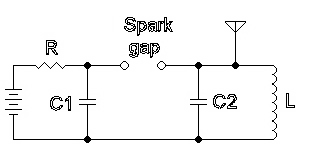
Schemat nadajnika iskrowego

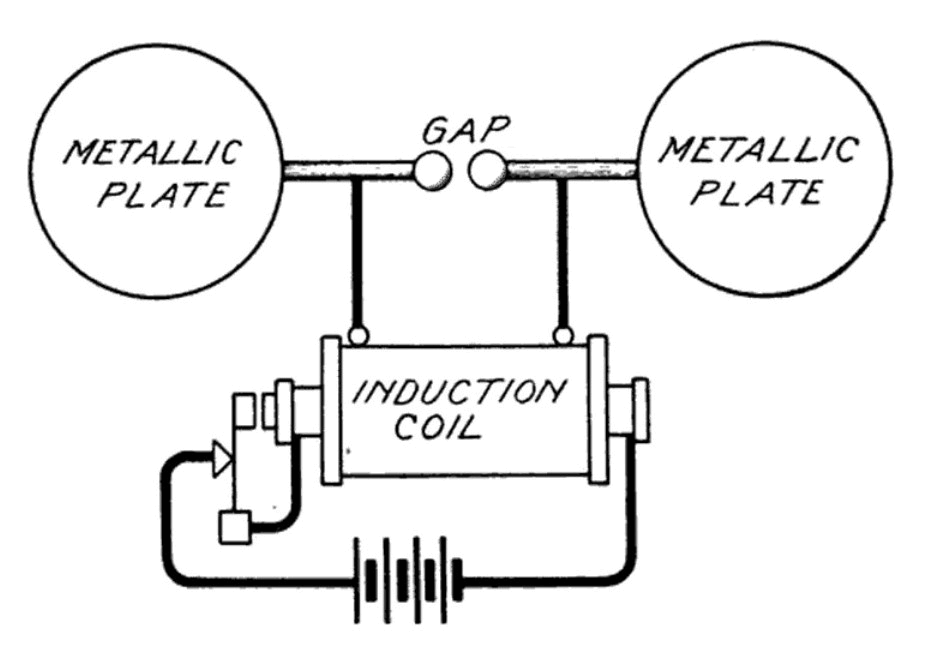
Nadajnik Hertza

Nadajnik iskrowy – rodzaj nadajnika służącego wytwarzaniu fal radiowych, który wykorzystywany był szczególnie przy telegrafie bezprzewodowym w pierwszych dwóch dekadach rozwoju radia, szczególnie przy praktycznych demonstracjach. Nadajnik iskrowy jest najstarszym typem nadajnika radiowego. Był głównym typem używanym w erze telegrafii bezprzewodowej, pierwszych trzech dekadach radia, od 1887 do końca I wojny światowej.

## Podstawowa cecha nadajników iskrowych
Podstawową cechą nadajników iskrowych jest to, że generują one serię krótkich przejściowych impulsów fal radiowych. Nie są w stanie wytworzyć ciągłych fal używanych do przenoszenia dźwięku we współczesnej transmisji radiowej AM lub FM. W związku z tym nadajniki iskrowe nie mogły być wykorzystywane do przesyłać dźwięku. Były wykorzystywane do przesłania informacji drogą radiotelegraficzną. Nadajnik włączany i wyłączany był przy pomocy klucza telegraficznego, wytwarzając impulsy fal radiowych. Dzięki temu możliwe było przeliterowanie wiadomości tekstowej alfabetem Morse’a.

## Rys historyczny
Teorią dotyczącą istnienia fal elektromagnetycznych zajmował się Clark Maxwell. Opracował on układ równań opisujący rozchodzenie się fal. Swoją teorię ustalił w 1864 r. Doświadczenia wykazujące istnienie fal radiowych i badania ich właściwości prowadził Henryk Hertz. Hertz chciał tylko udowodnić słuszność teorii Maxwella i nie przewidywał dla swojego odkrycia żadnego praktycznego zastosowania. Próbami transmisji radiowych w latach 1890-tych zajmował się Guglielmo Marconi. W 1898 r. przeprowadził on udaną transmisję sygnałów radiowych pomiędzy Anglią i Irlandią, w 1899 – poprzez kanał La Manche, a w 1901 r. na odległość 175 km między Francją a Korsyką. Pierwszy telegram drogą radiową z Anglii do Australii przesłał Marconi w 1918 r. W latach 1890–1896 równolegle prowadził doświadczenia brazylijski duchowny katolicki Roberto Landell de Moura. Udało mu się nawet przeprowadzić transmisję głosu i muzyki na odległość 8 km w latach 1893–1894. Dzięki temu otrzymał trzy patenty w USA (nadajnik, system transmisji głosu i system transmisji telegraficznej) oraz patenty w Brazylii. Na polecenie władz kościelnych musiał przerwać swoje doświadczenia. Stanowisko Kościoła zmieniło się potem diametralnie i w 30 lat później Marconi uruchomił stację nadawczą radia watykańskiego. Nieco później niż Landell de Moura bo w 1904 r. próbne transmisje mowy i muzyki przeprowadzał na Politechnice w Grazu Austriak Otto Nussbaumer (1876-1930). Marconi przeprowadził pierwszą łączność transatlantycką pomiędzy Poldhu w Kornwalii i Nową Funlandią Transmisja ta odbyła się 12 grudnia 1901 r. Odległość na jaką transmitował sygnał to ok. 3540 km. Nadajnik o mocy 20 kW pracował na częstotliwości 300 kHz. Antena nadawcza składała się z siatki 50 przewodów rozciągniętych pomiędzy nadajnikiem a wierzchołkami 4 masztów drewnianych o wysokości 49 m. Maszty były umieszczone w rogach kwadratu, a nadajnik znajdował się w jego środku. Anteną odbiorczą był przewód, który za pomocą latawca był wyniesiony w górę.

## Aparatura Hertza
Henryk Hertz przeprowadzał pierwsze doświadczenia z falami elektromagnetycznymi przy pomocy nadajnika iskrowego oraz dipola odbiorczego wyposażonego w iskrownik. Wynalazek Hertza zbudowany był z iskrownika połączonego z anten nadawczą. Antena ta wykonana była z przewodu miedzianego, którego długość wynosiła 2,6 m a średnica 2 mm. Na końcach anteny zamontowane było obciążenie pojemnościowe. Kiedy butelka lejdejska (kondensator) została rozładowana, następował przeskok iskry. Iskra przeskakiwała między kuleczkami znajdującymi się pośrodku anteny. Do odbioru służyła antena ramowa o długości boku ok. 75 cm. Wykonana była z przewodu miedzianego o średnicy 2 mm. Przeskok iskry w nadajniku powodował zaindukowanie się prądu w antenie odbiorczej i w konsekwencji przeskok iskry w iskrowniku odbiorczym. Doświadczenie to stanowiło dowód na przekazywanie energii za pośrednictwem fal elektromagnetycznych.

## Zasada działania
Nadajnik iskrowy zasilany był źródłem prądu stałego. Zwarcie lub rozwarcie klawisza telegraficznego powodowało zmianę prądu w uzwojeniu pierwotnym cewki indukcyjnej transformatora, czego konsekwencją był wzrost lub zanik prądu w obwodzie pierwotnym i indukowanie wysokiego napięcia w jego uzwojeniu wtórnym. Gdy napięcie osiągało wartość dostateczną dla przeskoku iskry w iskierniku, wówczas następowało pobudzenie układu antenowego i wyładowanie drgające związane z wypromieniowaniem w przestrzeń energii elektromagnetycznej. Impulsy generowane przez nadajnik iskrowy miały charakter sinusoidalnych drgań tłumionych. Impulsy charakteryzowały się małą mocą. W celu zwiększenia mocy układ zmodyfikował Ferdynanda Brauna, dzieląc układ na dwa obwody: zamknięty oraz otwarty. W obwodzie zamkniętym znajdował się iskiernik, a w obwodzie otwartym znajdowała się antena generująca energię elektromagnetyczną. Po tej modyfikacji układ ten zasilany poprzez transformator ze źródła prądu przemiennego. Dodanie do obwodu z iskiernikiem, kondensatora spowodowało powstanie obwodu rezonansowego. Umożliwiło to generowanie iskier przy niższych napięciach. W antenie sprzężonej indukcyjnie z obwodem iskry powstawały drgania, które mogły rozchodzić się na znacznie większe odległości, ponieważ usunięty został z jej obwodu wpływ iskry.

## Budowa nadajnika iskrowego
Nadajnik iskrowy składa się z:
- transformator – jego zadaniem było przekształcenie niskiego napięcia zasilania(np. z baterii) na napięcie umożliwiające przeskok iskry (75-100 kV),
- obwód rezonansowy – po wzbudzeniu iskrą wytwarzają oscylacje elektryczne o częstotliwości radiowej. Obwód rezonansowy składa się z kondensatora, który przechowuje energię elektryczną wysokiego napięcia z transformatora, oraz połączonej ze sobą cewki z drutu, zwanej cewką indukcyjną lub cewką stroikową. Wartości pojemności i indukcyjności określają częstotliwość wytwarzanych fal radiowych. Pierwsze nadajniki iskrowe nie miały obwodu rezonansowego. Jego rolę pełniła antena. W konsekwencji tego energia elektromagnetyczna wytwarzana przez nadajnik była rozpraszana w szerokim paśmie, przez co zasięg takiego nadajnika wynosił około kilku kilometrów,
- iskiernik – zasad działania zbliżona do przełącznika sterowanego napięciem. Umieszczany był w obwodzie rezonansowym. Rozładowywał kondensator,
- antena – metalowy przewodnik, służyła do emisja fal radiowych w przestrzeń.
- klawisz telegraficzny – służył do włączania i wyłączania nadajnika w celu przekazywania wiadomości alfabetem Morse’a

## Nadajnik z iskrą gaszoną
Zastosowanie w układzie dwóch sprzężonych indukcyjnie obwodów rezonansowych powodowało generowanie drgań dwóch częstotliwości. Efektem tego było zwiększenie zakłóceń w odbiorze innych radiostacji i nieefektywnym wykorzystaniem mocy nadajnika. Mimo wszystko nadajnik generował dobrej jakości sygnał. Jego widmo było ograniczone przez selektywne obwody. Przebieg sygnału uzyskiwany przy pomocy nadajnika Brauna był podobny do tzw. przebiegu dudnień. Było to spowodowane oddziaływaniem dwóch drgań o zbliżonych częstotliwościach. Zastosowanie iskierników z iskrą gaszoną oraz iskierników obrotowych eliminowało te wady. Konstruktorem iskierników z iskrą gaszoną był Max Wien. Zastąpił jeden iskiernik kilkoma iskiernikami generującymi bardzo krótkie iskry. Dzięki takiemu rozwiązaniu iskry gasną bardzo szybko, przerywając w ten sposób wzbudzający obwód nadajnika. Dzięki takiemu rozwiązaniu usunięto niekorzystne oddziaływanie obu obwodów. Umieszczenie w iskierniku dodatkowych tarcz, których zadaniem było obniżenie temperatury zjonizowanego powietrza przez pierwotną iskrę, uniemożliwiało powstawanie iskier wtórnych i pozwalało na odpowiednie częste generowanie sygnałów w przestrzeń z częstotliwością źródła. Nadajniki pracujące z odpowiednio dużą częstotliwością powtarzania iskry zyskały miano nadajników z iskrą dźwięczącą. Ponieważ obwód pierwotny nie pobierał energii z obwodu antenowego, przebieg był słabiej tłumiony.

## Nadajnik z iskiernikiem wirującym

Nadajnik z iskiernikiem wirującym

Iskiernik z iskrą gaszoną ulepszył Guglielmo Marconi poprzez zastosowanie innego systemu gaszenia iskier. Skonstruował tzw. iskiernik wirujący. Zrezygnował z tarcz obniżających temperaturę powietrza. W przerwie iskrowej umieścił szybko obracające się koło palczaste. Dzięki takiemu rozwiązaniu iskra gasła wskutek zwiększenia się odległości między palcem a elektrodą.